# Camissoniopsis
Camissoniopsis, Rod jednogodišnjeg raslinja i polugrmova iz porodice vrbolikovki (Onagraceae). Pripada mu četrnaest vrsta rasprostranjenih po zapadu Sjeverne Amerike, uglavnom u Kaliforniji, zatim u Arizoni, Oregonu i poluotoku Baja California.
Ime roda znači nalik Camissoniji.

## Vrste
1. Camissoniopsis bistorta (Nutt.) W.L.Wagner & Hoch
2. Camissoniopsis cheiranthifolia (Hornem. ex Spreng.) W.L.Wagner & Hoch
3. Camissoniopsis confusa (P.H.Raven) W.L.Wagner & Hoch
4. Camissoniopsis guadalupensis (S.Watson) W.L.Wagner & Hoch
5. Camissoniopsis hardhamiae (P.H.Raven) W.L.Wagner & Hoch
6. Camissoniopsis hirtella (Greene) W.L.Wagner & Hoch
7. Camissoniopsis ignota (Jeps.) W.L.Wagner & Hoch
8. Camissoniopsis intermedia (P.H.Raven) W.L.Wagner & Hoch
9. Camissoniopsis lewisii (P.H.Raven) W.L.Wagner & Hoch
10. Camissoniopsis luciae (P.H.Raven) W.L.Wagner & Hoch
11. Camissoniopsis micrantha (Hornem. ex Spreng.) W.L.Wagner & Hoch
12. Camissoniopsis pallida (Abrams) W.L.Wagner & Hoch
13. Camissoniopsis proavita (P.H.Raven) W.L.Wagner & Hoch
14. Camissoniopsis robusta (P.H.Raven) W.L.Wagner & Hoch